# Cyathea longipes
Cyathea longipes är en ormbunkeart som beskrevs av Edwin Bingham Copeland. Cyathea longipes ingår i släktet Cyathea och familjen Cyatheaceae. Inga underarter finns listade.